# Rotala simpliciuscula
Rotala simpliciuscula är en fackelblomsväxtart som beskrevs av Emil Bernhard Koehne. Rotala simpliciuscula ingår i släktet Rotala och familjen fackelblomsväxter. Inga underarter finns listade i Catalogue of Life.